# Bahnstrecke Kerki–Andchoi
| Brücke über den Amudarja zwischen Kerki und Kerkiçi |                          |                                                |                                                |
| Streckenlänge: | 210 km                   |                                                |                                                |
| Spurweite: | 1520 mm (Russische Spur) |                                                |                                                |
| |                          |                                                |                                                |
| \| \| \| Bahnstrecke Türkmenabat–Kerkiçi von Turmenabat \| \| \| \| \| Kerki (Atamurat) \| \| \| \| \| Bahnstrecke Türkmenabat–Kerkiçi nach Kerkiçi \| \| \| \| \| Karakumkanal 1 \| \| \| \| \| Karakumkanal 2 \| \| \| \| \| Gulistan \| \| \| \| \| Ymamnazar \| \| \| \| \| Turkmenistan / Afghanistan \| \| \| \| \| Aqina \| \| \| \| \| Andchoi \| \| \| \| \| \| \| \| Quellen: [1] \| \| \| \| |                          |                                                |                                                |
| Strecke |                          | Bahnstrecke Türkmenabat–Kerkiçi von Turmenabat | Bahnstrecke Türkmenabat–Kerkiçi von Turmenabat |
| Bahnhof |                          | Kerki (Atamurat)                               | Kerki (Atamurat)                               |
| Abzweig geradeaus und nach links |                          | Bahnstrecke Türkmenabat–Kerkiçi nach Kerkiçi   | Bahnstrecke Türkmenabat–Kerkiçi nach Kerkiçi   |
| Brücke über Wasserlauf |                          | Karakumkanal 1                                 | Karakumkanal 1                                 |
| Brücke über Wasserlauf |                          | Karakumkanal 2                                 | Karakumkanal 2                                 |
| Dienststation / Betriebs- oder Güterbahnhof |                          | Gulistan                                       | Gulistan                                       |
| Dienststation / Betriebs- oder Güterbahnhof |                          | Ymamnazar                                      | Ymamnazar                                      |
| Grenze |                          | Turkmenistan / Afghanistan                     | Turkmenistan / Afghanistan                     |
| Dienststation / Betriebs- oder Güterbahnhof |                          | Aqina                                          | Aqina                                          |
| Betriebs-/Güterbahnhof Streckenende |                          | Andchoi                                        | Andchoi                                        |
| |                          |                                                |                                                |
| Quellen: |                          |                                                |                                                |

Die Bahnstrecke Kerki–Andchoi („Lapislazuli-Bahn“) ist die zweite Bahnstrecke, die Turkmenistan mit Afghanistan verbindet. Sie gehört zum Netz der turkmenischen Staatsbahn, Türkmenistanyň Demir ýol (TDÝ).

## Geografische Lage
Die Strecke zweigt in Kerki von der Bahnstrecke Türkmenabat–Kerkiçi ab und führt von dort nach Süden zu den Grenzbahnhöfen Ymamnazar (Turkmenistan) und dem 3 km entfernten Aqina (auch: Akinah) in Afghanistan. Endpunkt ist Andchoi.

## Technische Parameter
Die Strecke ist 123 km lang, wobei 85 km davon in Turkmenistan liegen. Sie ist komplett in der russischen Spurweite von 1520 mm errichtet, eingleisig und nicht elektrifiziert.

## Geschichte
In den 1980er Jahren baute die UdSSR im Zuge ihres Afghanistan-Kriegs eine erste grenzüberschreitende Bahnstrecke Mary–Torghundi nach Towraghondi in Afghanistan.
Am 5. Juni 2013 fand der erste Spatenstich für den Bau der zweiten Bahnstrecke nach Afghanistan statt, der Strecke Kerki–Andchoi. Der erste Abschnitt zum afghanischen Grenzbahnhof Aqina wurde am 28. November 2016 vom turkmenischen Präsidenten Gurbanguly Berdimuhamedow und Afghanistans Präsident Aschraf Ghani eröffnet. Baubeginn der Verlängerung zum 35 Kilometer entfernten Andchoi war der 26. Juli 2019. Bereits am 14. Januar 2021 konnten die Arbeiten abgeschlossen werden.

## Betrieb
Die Verantwortung für die Eisenbahninfrastruktur liegt bei der Afghanistan Railway Authority. Befahren wird die Strecke mit Fahrzeugen der Turkmenischen Eisenbahn. Die Machtübernahme der Taliban 2021 hat den Verkehr nicht beeinträchtigt. Er war nicht einen Tag unterbrochen.

## Zukunft
Es gibt Planungen, die Strecke über Schir Chan Bandar, Masar-e Scharif und Kundus zu verlängern und dort mit einer geplanten, grenzüberschreitenden tadschikischen Bahnstrecke zu verbinden.